# Ficus scortechinii
Ficus scortechinii är en mullbärsväxtart som beskrevs av George King. Ficus scortechinii ingår i släktet fikonsläktet, och familjen mullbärsväxter. Inga underarter finns listade i Catalogue of Life.